# Tratado de Breslavia
El Tratado de Breslavia (o Tratado de Breslau), suscrito entre el Sacro Imperio Romano Germánico y Prusia en 1742, dispuso que María Teresa I entregaría el territorio de Silesia exigido por Prusia.
El tratado se firmó en el marco de la guerra de sucesión austriaca, en la que Federico II el Grande de Prusia había logrado importantes victorias.
El Tratado fue un preliminar acuerdo de paz firmado el 11 de junio de 1742 tras largas negociaciones en Breslau (actualmente Wrocław), la capital de Silesia, entre emisarios de los dos monarcas, dando por finalizada la primera guerra de Silesia.

## Antecedentes

Anexiones prusianas bajo Federico II: Silesia en 1742, Frisia Oriental en 1744, Prusia Real con el Distrito Netze durante la Primera Partición de Polonia en 1772, Mansfeld en 1780.

Federico II había sacado ventaja de las dificultades de María Teresa para mantenerse como Emperatriz del Sacro Imperio Romano Germánico y Reino de Bohemia de acuerdo con la Pragmática Sanción de 1713. En 1740 ocupó Silesia, que formaba parte de la Monarquía Habsburgo desde 1526. Fracasaron varios intentos de expulsar a los invasores, mientras que tropas de los aliados de Federico, Francia, Sajonia y Baviera incluso hicieron campañas en Bohemia.
Se habían llevado a cabo negociaciones secretas desde otoño de 1741, pero esto no impidió que Federico II invadiera Bohemia y derrotara a las tropas austriacas en la batalla de Chotusitz el 17 de mayo de 1742. Por mediación de los británicos, que estaban ansiosos por prevenir la extensión de la guerra en Europa, se llegó a una conclusión de paz.

## Contenido
Sobre la base de los términos del tratado, María Teresa cedía la mayor parte de los ducados silesios a Prusia excepto el Ducado de Teschen, los distritos de Troppau y Krnov al sur del río Opava, así como la parte meridional del Ducado de Nysa, que todos ellos formaron la provincia de Silesia austriaca. Además Federico se anexionó el Condado de Kladsko que pertenecía a Bohemia.
A pesar del nombre popular del tratado, realmente fue firmado en Berlín. Este tratado, conjuntamente con el Tratado de Berlín firmado el 28 de julio de 1742, concluyó oficialmente la primera guerra silesia. Excepto por la partición de la Silesia de Cieszyn y la incorporación de la Región de Hlučín en 1920, la demarcación de 1742 hoy todavía fija la frontera entre la República Checa y Polonia.